# Cosenza (stad)
Cosenza is de hoofdstad van de gelijknamige provincie, Cosenza, in de Italiaanse regio Calabrië. De stad ligt aan de voet van het Sila-gebergte en wordt doorkruist door de rivier de Busento.
Het historische centrum van de stad ligt op een kleine afstand van het hedendaagse centrum.
In 410 stierf in de stad Alarik I, de Visigotische leider die van 395 tot 410 tegen de Romeinen in Thracië vocht. Hij stierf terwijl hij bezig was met de voorbereiding om naar Afrika te gaan.

## Sport
Nuova Cosenza is de betaaldvoetbalclub van Cosenza en speelt haar thuiswedstrijden in het San Vito-Gigi Marullastadion. 

## Geboren in Cosenza
- Coriolano Martirano (1503-1557), toneelschrijver en bisschop
- Bernardino Telesio (1509-1588), filosoof
- Giuseppe Maria Sensi (1907-2001), curiekardinaal
- Stefano Rodotà (1933), politicus
- Michele Coppolillo (1967), wielrenner
- Giuseppe Pancaro (1971), voetballer en voetbalcoach
- Mark Iuliano (1973), voetballer en voetbalcoach
- Stefano Fiore (1975), voetballer
- Francesco Reda (1982), wielrenner
- Luca Garritano (1994), voetballer
- Antonio Fuoco (1996), autocoureur

## Bijgezet in de Dom van Cosenza
- Hendrik VII (1211-1242), Duits koning van 1222-1235

## Afbeeldingen

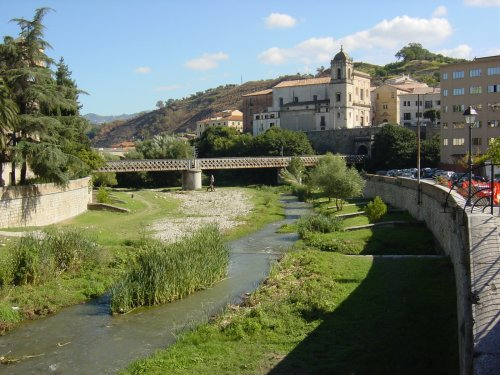
De Busento stroomt door Cosenza

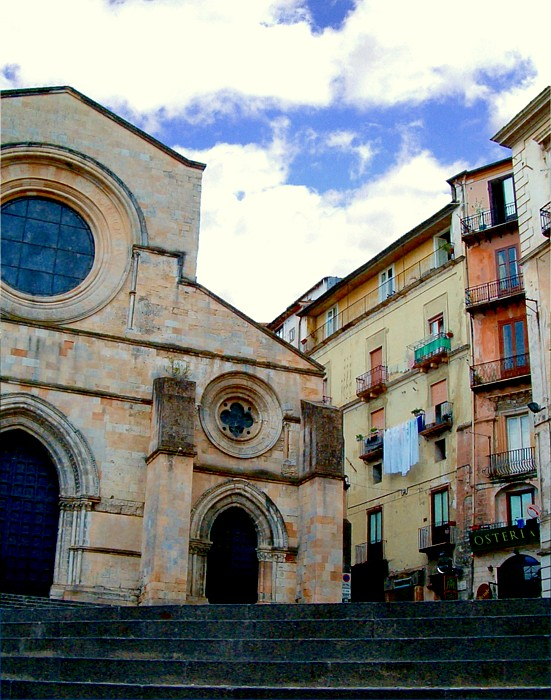
Kathedraal